# 마쓰시로 지진관측소

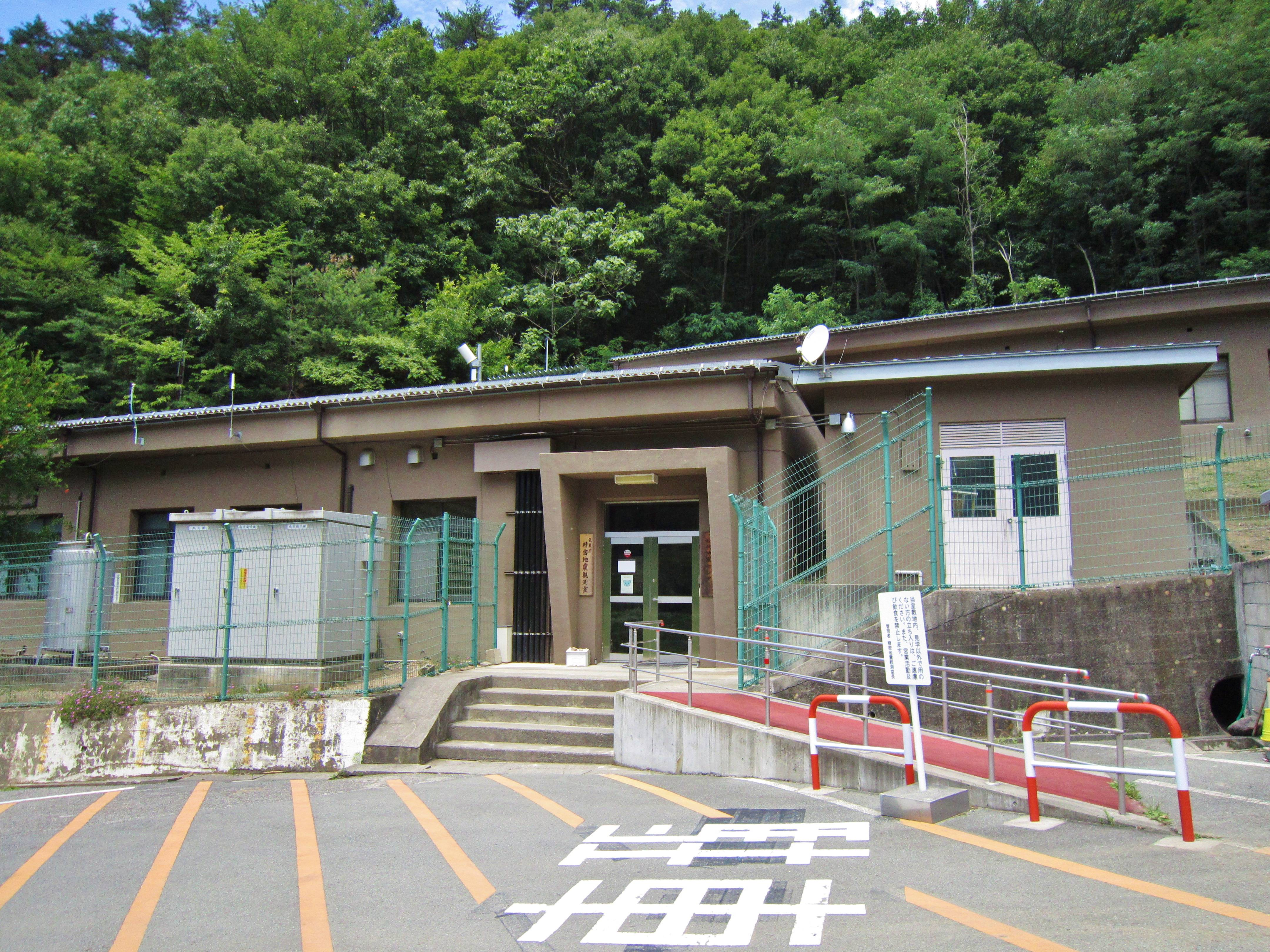
기상청 마쓰시로 지진관측소의 제2호청사 모습.

기상청 마쓰시로 지진관측소(일본어: 気象庁松代地震観測所, 공식명칭 기상청 지진화산부 지진해일감시과 마쓰시로 지진관측소)는 일본 나가노현 나가노시 마쓰시로정에 있는 일본 기상청의 지진관측소이다. 해발고도 510 m의 마이즈루산 남쪽 산중턱에 있는 구 마쓰시로 대본영터에 건설된 일본 최대 규모의 지진관측소이다.
해안에서 거리가 매우 떨어져 있어 쓰나미나 파도의 영향을 덜 받고, 주요 대도시와도 멀리 떨어져 있어 생활 진동의 영향을 받기 어렵고 안정된 지반 위에 있어 고감도 지진계를 설치하기 매우 적합한 입지라 1947년 중앙기상대 마쓰시로분실이 설치되면서 마쓰시로에서 지진 관측이 시작되었다. 본 지진계는 마이즈루산 정상 아래 100 m 지점의 마쓰시로 대본영터 지하땅굴 내에 설치되어 있으며, 1965년 8월 3일부터 시작된 마쓰시로 군발지진 당시 지진 데이터를 수집하는 등 일본 지진관측연구의 중심지로 활동했다.
마쓰시로 지진관측소 내에 마쓰시로 지진센터가 존재하지만 둘은 별개의 조직이다.